# ليلا بليس
ليلا بليس (بالإنجليزية: Lela Bliss)‏ هي ممثلة أمريكية، ولدت في 11 مايو 1896 في لوس أنجلوس في الولايات المتحدة، وتوفيت في 15 مايو 1980 في وودلاند هيلز، كاليفورنيا في الولايات المتحدة.

## وصلات خارجية
- ليلا بليس على موقع IMDb (الإنجليزية)
- ليلا بليس على موقع قاعدة بيانات الفيلم (الإنجليزية)